# قطيفاوية
القطيفاوية (الاسم العلمي:Amarantheae) هي قبيلة من النبات تتبع الفصيلة القطيفية من رتبة القرنفليات.

## أجناس القطيفاوية
- القطيفية
- البندياكة
- الراء